# Mantisalca salmantica
Mantisalca salmantica là một loài thực vật có hoa trong họ Cúc. Loài này được (L.) Briq. & Cavill. mô tả khoa học đầu tiên năm 1930.